# Janusz Kusociński Memorial
Il Janusz Kusociński Memorial (in polacco: Memoriał Janusza Kusocińskiego) è un incontro annuale di atletica leggera in diverse sedi in Polonia, recentemente presso lo stadio della Slesia a Chorzów, in Polonia.
L'incontro si tenne per la prima volta nel 1954 in memoria del corridore polacco Janusz Kusociński, campione olimpico del 1932 sui 10.000 metri, ucciso il 21 giugno 1940 durante l'operazione tedesca AB-Aktion. L'evento si è svolto presso lo stadio del 10 ° anniversario di Varsavia per gran parte della sua storia iniziale. Successivamente, la sede dell'incontro è cambiata in base alla rotazione e il memoriale si è tenuto in città come Lublino, Bydgoszcz, Poznań, Stettino e più recentemente Chorzów. Nel 2022 l'incontro faceva parte del 2022 World Athletics Continental Tour a livello oro.